# 青年の肖像 (マサッチオ)
『青年の肖像』（せいねんのしょうぞう、伊: Ritratto di giovane）は、イタリアのルネサンス期の巨匠、マサッチオに帰属される絵画であるが、この帰属には異議が唱えられている。本作は現在、ワシントンのナショナル・ギャラリーに「フィレンツェ派の15世紀の画家」の作品として展示されている。頭巾を着用しているモデルの人物が誰であるかはわかっていない。
14世紀の末には、形体、彫塑性よりも装飾性を重んじる国際ゴシック様式が全ヨーロッパで流行していたが、15世紀の初めにフィレンツェの画家たちはマサッチオにより、ジョット・ディ・ボンドーネが最初に示した形体への情熱を取り戻した。マサッチオの板絵は極めて数が少なく、バーナード・ベレンソンはわずかに14点しかマサッチオに帰属していない。本作の彫塑的特質は、マサッチオの作品であるというベレンソンの帰属を裏付けるように思われる。光から影への繊細なグラデーションにより、瞼、顎の下のくぼみ、耳の形状が浮き彫りのように塑像されている。
古代の硬貨と胸像の15世紀における発見は、肖像画制作への欲求と、肖像画により人物を永遠化する欲求をもたらした。マサッチオは自身のモデルに永遠性を与えている。